# ساختمان آزمایشگاه

## ساختمان آزمایشگاه در رابطه با اصول حفاظتی
ساختمان آزمایشگاه برحسب آنکه برای چه نوع فعالیتی مورد استفاده قرار خواهد داشت متفاوت است. مثلاً آزمایشگاه‌هایی که فقط برای یک کار تشخیص معمولی مورد استفاده است با آزمایشگاهی که برای یک کار تحقیقاتی با یک میکروارگانیسم خطرناک کار می‌کند، از نظر ساختمان، وسایل حفاظتی و ایمنی به‌طور کامل فرق دارد. سازمان بهداشت جهانی آزمایشگاه‌ها را از این نظر به سه گروه زیر تقسیم کرده‌است:
- آزمایشگاه‌های معمولی
- آزمایشگاه‌های حفاظت شده
- آزمایشگاه‌های کامل حفاظت شده

## نقشه و تسهیلات یک آزمایشگاه پایه
این آزمایشگاه برای کارهای معمولی و کار کردن با میکروارگانیسم‌های گروه ۱ و ۲ ساخته می‌شود، در کل برای کار در این آزمایشگاه‌ها مقررات خاصی باید رعایت شود:
- از انجام کارهایی که ایجاد ذرات محتوی میکروب و پراکنده شدن آئروسل در فضا می‌کند بایداجتناب شود.
- از کار کردن با تعداد مختلفی میکروب با غلظت بالا در یک محیط باید اجتناب شود.
- وسایل بیش از اندازه در اتاق‌ها قرار نگیرد.
- حشرات و جوندگان سبب آلودگی بیشتر نشوند.
- از تجمع افراد بیش از ظرفیت اتاق‌ها در محیط آزمایشگاه جلوگیری شود.

## نکات ضروری
از نظر ساختمانی رعایت نکات زیر ضروری است که مسئولان و مدیران آزمایشگاه باید آن را رعایت کنند.
1. وسعت کافی برای کارهای آزمایشگاهی باشد. دیوارها، سقف و کف آزمایشگاه باید قابل شستشو و پاک کردن باشد، و در مقابل مایعات، غیرقابل نفوذ و در مقابل مواد شیمیایی و مواد ضدعفونی‌کننده که به‌طور معمول در آزمایشگاه مصرف می‌شود مقاوم باشد، کف اتاق‌ها باید از جنس موادی باشد که سبب لغزیدن افراد نگردد.[۱]
2. لوله‌ها و مجاری آب باید با فاصله کمی از دیوارها قرار داشته باشد که بتوان آن‌ها را به راحتی تمیز کرد. از قرار دادن لوله‌ها به‌طور افقی در صورت امکان اجتناب شود تا از تجمع گرد و غبار بر روی آن احتراز شود.
3. روشنایی به اندازه کافی باشد بدون آنکه بازتاب و تابش غیرلازم داشته باشد.
4. سطح میزها باید از مواد غیرقابل نفوذ در مقابل آب ساخته شده باشد و به‌علاوه در مقابل مواد ضدعفونی‌کننده اسیدها، قلیایی‌ها مقاومت داشته باشد.